# Agustí de Semir i Rovira
Agustí de Semir Rovira (Barcelona, 1918 - Barcelona, 17 d'agost de 2006) fou un advocat català conegut per la seva participació en la lluita anti-franquista.
Advocat com el seu pare, cristià, comunista i lluitador per les llibertats, va tenir un paper destacat a multitud d'iniciatives unitàries com l'Assemblea de Catalunya. Arran d'aquesta militància, fou empresonat el 1973 en la famosa batuda dels 113. El 1975 fou un dels fundadors de l'Associació Catalana d'Expresos Polítics, de la qual fou secretari.
Va ser regidor de l'ajuntament de Barcelona de 1954 a 1958, quan el franquisme, obligat pel context internacional, es veié obligat a donar uns primers i tímids passos d'obertura.
Tornà a ser-ho, ja en democràcia, de 1979 a 1982 amb el PSUC. El seu fill Vladimir, periodista científic, va seguir les seves passes i va ser regidor de la Ciutat del Coneixement del mateix ajuntament.
Fou també director general de Serveis Socials de la Generalitat restaurada i diputat provincial responsable de Sanitat. Des d'aquest càrrec impulsà la reforma de l'assistència psiquiàtrica, amb la creació de centres de dia i la modernització dels centres assistencials.
El seu despatx d'advocat fou sempre un despatx de client mitjà i que atenia també gent sense recursos, assenyalat en els últims anys del franquisme perquè acceptà la defensa d'amplis sectors de la classe obrera i molts processats antifranquistes.
Els últims anys havia rebut importants reconeixements, com l'atorgament de l'Orde de Sant Ramon de Penyafort del Col·legi d'Advocats de Barcelona de 1992. El 1997 se li va fer un homenatge popular i el 2004 va ser investit doctor honoris causa per la Universitat Politècnica de Catalunya, juntament amb Gregorio López Raimundo i Maria Salvo, en representació de les persones que van lluitar contra la dictadura franquista per la recuperació de la democràcia. També el 2004, l'ajuntament de Barcelona li va concedir la Medalla d'Honor de la ciutat..
És enterrat al Cementiri del Poblenou (Dep. I, illa 1a, exterior, nínxol 389).